# Заповедное (Ростовская область)
Запове́дное — село в Ремонтненском районе Ростовской области.
Входит в состав Краснопартизанского сельского поселения.

## История
В 1987 году указом Президиума Верховного Совета РСФСР посёлку второй фермы овцесовхоза «Красный Партизан» присвоено наименование Заповедное.

## Население
| 2010 |
| ---- |
| 80   |

## Улица
В селе имеется одна улица — Степная.